# دایسوکه ماتسویی
دایسوکه ماتسویی (به انگلیسی: Daisuke Matsui) بازیکن فوتبال اهل ژاپن و عضو تیم ملی فوتبال ژاپن است که در تاریخ ۲۲ ژوئن ۲۰۰۳ میلادی اولین بازی ملی‌اش را انجام داد. او در ۳۱ بازی ملی حضور داشت و آخرین بازی ملی خود را در تاریخ ۱۳ ژانویه ۲۰۱۱ میلادی انجام داد. ماتسویی در بازی‌های ملی‌اش
۱ گل به ثمر رساند.